# Lista membrilor Camerei Reprezentanților Statelor Unite ale Americii din statul Carolina de Sud

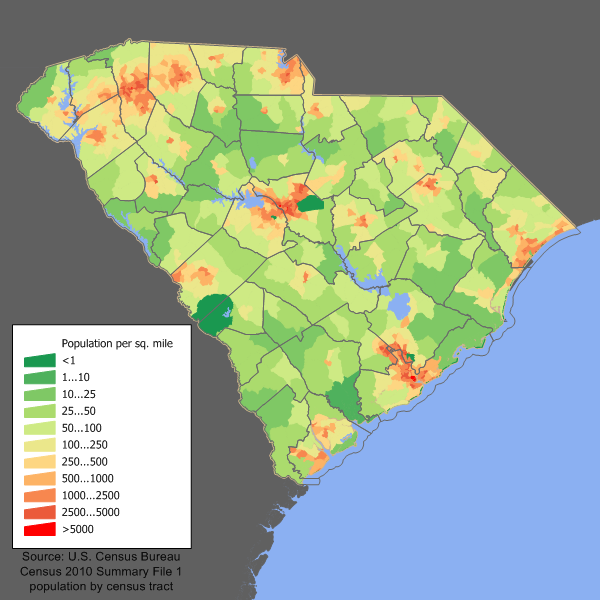
Harta densității populației statului

Prezenta pagină este o listă alfabetică a membrilor Camerei Reprezentanților a Congresului Statelor Unite ale Americii din statul Carolina de Sud (de la intrarea statului în Uniune, la 23 mai 1788 (al 8-lea) și până astăzi).

## Actuali membri
- Lista a fost actualizată după cel de-al 112-lea Congres al Statelor Unite și-a început activitatea (3 ianuarie 2011). [1]

- Tim Scott - Website Arhivat în 30 octombrie 2011, la Wayback Machine. - South Carolina's 1st congressional district
- Joe Wilson - Website - South Carolina's 2nd congressional district
- Jeff Duncan - Website - South Carolina's 3rd congressional district
- Trey Gowdy - Website Arhivat în 5 decembrie 2014, la Wayback Machine. - South Carolina's 4th congressional district
- Mick Mulvaney - Website Arhivat în 16 februarie 2017, la Wayback Machine. - South Carolina's 5th congressional district
- James E. Clyburn - Website - South Carolina's 6th congressional district

## Foști membri
| Representativ (Deputat)     | Ani                           | Partid politic           |  |
| --------------------------- | ----------------------------- | ------------------------ |  |
| D. Wyatt Aiken              | 1877–1887                     | Democratic               |  |
| William Aiken, Jr.          | 1851–1857                     | Democratic               |  |
| Wyatt Aiken                 | 1903–1917                     | Democratic               |  |
| Lemuel J. Alston            | 1807–1811                     | Democratic-Republican    |  |
| John D. Ashmore             | 1859–1860                     | Democratic               |  |
| Robert T. Ashmore           | 1953–1969                     | Democratic               |  |
| Robert Barnwell             | 1791–1793                     | Pro-Administration       |  |
| Robert Woodward Barnwell    | 1829–1831                     | Democratic               |  |
| Robert Woodward Barnwell    | 1831–1833                     | Nullifier                |  |
| Joseph Bellinger            | 1817–1819                     | Democratic-Republican    |  |
| Lemuel Benton               | 1793–1795                     | Anti-Administration      |  |
| Lemuel Benton               | 1795–1799                     | Democratic-Republican    |  |
| James A. Black              | 1843–1848                     | Democratic               |  |
| James Blair                 | 1821–1822                     | Democratic-Republican    |  |
| James Blair                 | 1829–1834                     | Democratic               |  |
| Milledge Luke Bonham        | 1857–1860                     | Democratic               |  |
| Christopher C. Bowen        | 1868–1871                     | Republican               |  |
| William Waters Boyce        | 1853–1860                     | Democratic               |  |
| John Bratton                | 1884–1885                     | Democratic               |  |
| William H. Brawley          | 1891–1894                     | Democratic               |  |
| Joseph Brevard              | 1819–1821                     | Democratic-Republican    |  |
| Preston Brooks              | 1853–1857                     | Democratic               |  |
| Henry Brown                 | 2001–2011                     | Republican               |  |
| Joseph R. Bryson            | 1939–1953                     | Democratic               |  |
| Aedanus Burke               | 1789–1791                     | Anti-Administration      |  |
| Armistead Burt              | 1843–1853                     | Democratic               |  |
| Sampson H. Butler           | 1839–1842                     | Democratic               |  |
| William Butler              | 1801–1813                     | Democratic-Republican    |  |
| William Butler              | 1841–1843                     | Whig                     |  |
| Charles W. Buttz            | 1876–1877                     | Republican               |  |
| James F. Byrnes             | 1911–1925                     | Democratic               |  |
| Richard H. Cain             | 1873–1875 1877–1879           | Republican               |  |
| Patrick C. Caldwell         | 1841–1843                     | Democratic               |  |
| John C. Calhoun             | 1811–1817                     | Democratic-Republican    |  |
| Joseph Calhoun              | 1807–1811                     | Democratic-Republican    |  |
| Carroll A. Campbell, Jr.    | 1979–1987                     | Republican               |  |
| John Campbell               | 1829–1831                     | Democratic               |  |
| John Campbell               | 1837–1839                     | Nullifier                |  |
| John Campbell               | 1839–1845                     | Democratic               |  |
| Robert B. Campbell          | 1823–1825                     | Democratic-Republican    |  |
| Robert B. Campbell          | 1834–1837                     | Nullifier                |  |
| Lewis C. Carpenter          | 1874–1875                     | Republican               |  |
| John Carter                 | 1822–1825                     | Democratic-Republican    |  |
| John Carter                 | 1825–1829                     | Democratic               |  |
| Levi Casey                  | 1803–1807                     | Democratic-Republican    |  |
| John J. Chappell            | 1813–1817                     | Democratic-Republican    |  |
| Langdon Cheves              | 1810–1815                     | Democratic-Republican    |  |
| William K. Clowney          | 1833–1835 1837–1839           | Nullifier                |  |
| William F. Colcock          | 1849–1853                     | Democratic               |  |
| Manuel S. Corley            | 1868–1869                     | Republican               |  |
| James S. Cothran            | 1887–1891                     | Democratic               |  |
| George W. Croft             | 1903–1904                     | Democratic               |  |
| Theodore G. Croft           | 1904–1905                     | Democratic               |  |
| George W. Dargan            | 1883–1891                     | Democratic               |  |
| Mendel J. Davis             | 1971–1981                     | Democratic               |  |
| Warren R. Davis             | 1827–1831                     | Democratic               |  |
| Warren R. Davis             | 1831–1835                     | Nullifier                |  |
| Robert C. De Large          | 1871–1873                     | Republican               |  |
| Jim DeMint                  | 1999–2005                     | Republican               |  |
| Butler Derrick              | 1975–1995                     | Democratic               |  |
| Samuel Dibble               | 1881–1891                     | Democratic               |  |
| Frederick H. Dominick       | 1917–1933                     | Democratic               |  |
| William Jennings Bryan Dorn | 1947–1949 1951–1974           | Democratic               |  |
| William Drayton             | 1825–1833                     | Democratic               |  |
| Elias Earle                 | 1805–1807 1811–1815 1817–1821 | Democratic-Republican    |  |
| John B. Earle               | 1803–1805                     | Democratic-Republican    |  |
| Samuel Earle                | 1795–1797                     | Democratic-Republican    |  |
| J. Edwin Ellerbe            | 1905–1913                     | Democratic               |  |
| Robert B. Elliott           | 1871–1874                     | Republican               |  |
| William Elliott             | 1887–1893 1895–1903           | Democratic               |  |
| Franklin H. Elmore          | 1836–1839                     | States Rights Democratic |  |
| James Ervin                 | 1817–1821                     | Democratic-Republican    |  |
| David R. Evans              | 1813–1815                     | Democratic-Republican    |  |
| John H. Evins               | 1877–1884                     | Democratic               |  |
| Samuel Farrow               | 1813–1815                     | Democratic-Republican    |  |
| John Myers Felder           | 1831–1833                     | Democratic               |  |
| John Myers Felder           | 1833–1835                     | Nullifier                |  |
| David E. Finley             | 1899–1917                     | Democratic               |  |
| Hampton P. Fulmer           | 1921–1944                     | Democratic               |  |
| Willa L. Fulmer             | 1944–1945                     | Democratic               |  |
| Allard H. Gasque            | 1923–1938                     | Democratic               |  |
| Elizabeth Hawley Gasque     | 1938–1939                     | Democratic               |  |
| Thomas S. Gettys            | 1964–1974                     | Democratic               |  |
| Alexander Gillon            | 1793–1794                     | Anti-Administration      |  |
| Joseph Gist                 | 1821–1825                     | Democratic-Republican    |  |
| Joseph Gist                 | 1825–1827                     | Democratic               |  |
| James H. Goss               | 1868–1869                     | Republican               |  |
| Theodore Gourdin            | 1813–1815                     | Democratic-Republican    |  |
| Andrew R. Govan             | 1822–1825                     | Democratic-Republican    |  |
| Andrew R. Govan             | 1825–1827                     | Democratic               |  |
| Lindsey Graham              | 1995–2003                     | Republican               |  |
| William J. Grayson          | 1833–1837                     | Nullifier                |  |
| John K. Griffin             | 1831–1839                     | Nullifier                |  |
| John K. Griffin             | 1839–1841                     | Democratic               |  |
| James Hamilton, Jr.         | 1822–1825                     | Democratic-Republican    |  |
| James Hamilton, Jr.         | 1825–1829                     | Democratic               |  |
| James Henry Hammond         | 1835–1836                     | Nullifier                |  |
| Wade Hampton I              | 1795–1797 1803–1805           | Democratic-Republican    |  |
| Butler B. Hare              | 1925–1933 1939–1947           | Democratic               |  |
| James B. Hare               | 1949–1951                     | Democratic               |  |
| Robert Goodloe Harper       | 1795                          | Pro-Administration       |  |
| Robert Goodloe Harper       | 1795–1801                     | Federalist               |  |
| Thomas F. Hartnett          | 1981–1987                     | Republican               |  |
| John J. Hemphill            | 1883–1893                     | Democratic               |  |
| Robert W. Hemphill          | 1957–1964                     | Democratic               |  |
| Solomon L. Hoge             | 1869–1871 1875–1877           | Republican               |  |
| Kenneth Lamar Holland       | 1975–1983                     | Democratic               |  |
| Isaac E. Holmes             | 1839–1851                     | Democratic               |  |
| Benjamin Huger              | 1799–1805 1815–1817           | Federalist               |  |
| Daniel Huger                | 1789–1793                     | Pro-Administration       |  |
| John Hunter                 | 1793–1795                     | Anti-Administration      |  |
| Bob Inglis                  | 1993–1999 2005–2011           | Republican               |  |
| James F. Izlar              | 1894–1895                     | Democratic               |  |
| John Jenrette               | 1975–1980                     | Democratic               |  |
| Joseph T. Johnson           | 1901–1915                     | Democratic               |  |
| George Johnstone            | 1891–1893                     | Democratic               |  |
| Laurence M. Keitt           | 1853–1860                     | Democratic               |  |
| John Kershaw                | 1813–1815                     | Democratic-Republican    |  |
| Asbury Latimer              | 1893–1903                     | Democratic               |  |
| George S. Legaré            | 1903–1913                     | Democratic               |  |
| Hugh S. Legaré              | 1837–1839                     | Democratic               |  |
| Asbury F. Lever             | 1901–1919                     | Democratic               |  |
| W. Turner Logan             | 1921–1925                     | Democratic               |  |
| Thomas Lowndes              | 1801–1805                     | Federalist               |  |
| William Lowndes             | 1811–1822                     | Democratic-Republican    |  |
| Edmund W. M. Mackey         | 1875–1876                     | Independent Republican   |  |
| Edmund W. M. Mackey         | 1882–1884                     | Republican               |  |
| Gabriel H. Mahon, Jr.       | 1936–1939                     | Democratic               |  |
| Edward C. Mann              | 1919–1921                     | Democratic               |  |
| James Robert Mann           | 1969–1979                     | Democratic               |  |
| Richard Irvine Manning I    | 1834–1836                     | Democratic               |  |
| Robert Marion               | 1805–1810                     | Democratic-Republican    |  |
| William D. Martin           | 1827–1831                     | Democratic               |  |
| William Mayrant             | 1815–1816                     | Democratic-Republican    |  |
| Paul G. McCorkle            | 1917                          | Democratic               |  |
| John McCreary               | 1819–1821                     | Democratic-Republican    |  |
| George McDuffie             | 1821–1825                     | Democratic-Republican    |  |
| George McDuffie             | 1825–1831                     | Democratic               |  |
| George McDuffie             | 1831–1834                     | Nullifier                |  |
| John L. McLaurin            | 1892–1897                     | Democratic               |  |
| Clara G. McMillan           | 1939–1941                     | Democratic               |  |
| John L. McMillan            | 1939–1973                     | Democratic               |  |
| Thomas S. McMillan          | 1925–1939                     | Democratic               |  |
| John McQueen                | 1849–1860                     | Democratic               |  |
| John J. McSwain             | 1921–1936                     | Democratic               |  |
| Henry Middleton             | 1815–1819                     | Democratic-Republican    |  |
| William Porcher Miles       | 1857–1860                     | Democratic               |  |
| Stephen Decatur Miller      | 1817–1819                     | Democratic-Republican    |  |
| Thomas E. Miller            | 1890–1891                     | Republican               |  |
| Thomas R. Mitchell          | 1821–1823                     | Democratic-Republican    |  |
| Thomas R. Mitchell          | 1825–1829 1831–1833           | Democratic               |  |
| Thomas Moore                | 1801–1813 1815–1817           | Democratic-Republican    |  |
| George W. Murray            | 1893–1897                     | Republican               |  |
| John Light Napier           | 1981–1983                     | Republican               |  |
| Wilson Nesbitt              | 1817–1819                     | Democratic-Republican    |  |
| Samuel J. Nicholls          | 1915–1921                     | Democratic               |  |
| James Norton                | 1897–1901                     | Democratic               |  |
| Abraham Nott                | 1799–1801                     | Federalist               |  |
| William T. Nuckolls         | 1827–1833                     | Democratic               |  |
| Michael P. O'Connor         | 1879–1881                     | Democratic               |  |
| James Lawrence Orr          | 1849–1859                     | Democratic               |  |
| James Overstreet            | 1819–1822                     | Democratic-Republican    |  |
| James O'H. Patterson        | 1905–1911                     | Democratic               |  |
| Liz J. Patterson            | 1987–1993                     | Democratic               |  |
| William H. Perry            | 1885–1891                     | Democratic               |  |
| Andrew Pickens              | 1793–1795                     | Anti-Administration      |  |
| Francis Wilkinson Pickens   | 1834–1839                     | Nullifier                |  |
| Francis Wilkinson Pickens   | 1839–1843                     | Democratic               |  |
| Charles Pinckney            | 1819–1821                     | Democratic-Republican    |  |
| Henry L. Pinckney           | 1833–1837                     | Nullifier                |  |
| Thomas Pinckney             | 1797–1801                     | Federalist               |  |
| Joel Roberts Poinsett       | 1821–1825                     | Democratic-Republican    |  |
| Joel Roberts Poinsett       | 1825                          | Democratic               |  |
| J. Willard Ragsdale         | 1913–1919                     | Democratic               |  |
| Joseph H. Rainey            | 1870–1879                     | Republican               |  |
| Alonzo J. Ransier           | 1873–1875                     | Republican               |  |
| Arthur Ravenel, Jr.         | 1987–1995                     | Republican               |  |
| Robert Rhett                | 1837–1849                     | Democratic               |  |
| James P. Richards           | 1933–1957                     | Democratic               |  |
| John Peter Richardson II    | 1836–1839                     | Democratic               |  |
| John S. Richardson          | 1879–1883                     | Democratic               |  |
| Corinne Boyd Riley          | 1962–1963                     | Democratic               |  |
| John J. Riley               | 1945–1949 1951–1962           | Democratic               |  |
| L. Mendel Rivers            | 1941–1970                     | Democratic               |  |
| James Rogers                | 1835–1837 1839–1843           | Democratic               |  |
| John Rutledge, Jr.          | 1797–1803                     | Federalist               |  |
| Mark Sanford                | 1995–2001                     | Republican               |  |
| Robert B. Scarborough       | 1901–1905                     | Democratic               |  |
| George W. Shell             | 1891–1895                     | Democratic               |  |
| Eldred Simkins              | 1818–1821                     | Democratic-Republican    |  |
| Richard F. Simpson          | 1843–1849                     | Democratic               |  |
| Alexander D. Sims           | 1845–1848                     | Democratic               |  |
| Hugo S. Sims, Jr.           | 1949–1951                     | Democratic               |  |
| Thomas D. Singleton         | 1833                          | Nullifier                |  |
| Robert Smalls               | 1875–1879 1882–1887           | Republican               |  |
| O'Brien Smith               | 1805–1807                     | Democratic-Republican    |  |
| William Smith               | 1797–1799                     | Democratic-Republican    |  |
| William L. Smith            | 1789–1795                     | Pro-Administration       |  |
| William L. Smith            | 1795–1797                     | Federalist               |  |
| Floyd Spence                | 1971–2001                     | Republican               |  |
| John Spratt                 | 1983–2011                     | Democratic               |  |
| Eli T. Stackhouse           | 1891–1892                     | Democratic               |  |
| William F. Stevenson        | 1917–1933                     | Democratic               |  |
| J. William Stokes           | 1895–1901                     | Democratic               |  |
| Philip H. Stoll             | 1919–1923                     | Democratic               |  |
| Thomas J. Strait            | 1893–1899                     | Democratic               |  |
| Thomas Sumter               | 1789–1793                     | Anti-Administration      |  |
| Thomas Sumter               | 1797–1801                     | Democratic-Republican    |  |
| Thomas De Lage Sumter       | 1839–1843                     | Democratic               |  |
| W. Jasper Talbert           | 1893–1903                     | Democratic               |  |
| Robin Tallon                | 1983–1993                     | Democratic               |  |
| John Taylor                 | 1807–1810                     | Democratic-Republican    |  |
| John Taylor                 | 1815–1817                     | Democratic-Republican    |  |
| John C. Taylor              | 1933–1939                     | Democratic               |  |
| Waddy Thompson, Jr.         | 1835–1837                     | National Republican      |  |
| Waddy Thompson, Jr.         | 1837–1841                     | Whig                     |  |
| George D. Tillman           | 1879–1893                     | Democratic               |  |
| Samuel W. Trotti            | 1842–1843                     | Democratic               |  |
| Starling Tucker             | 1817–1825                     | Democratic-Republican    |  |
| Starling Tucker             | 1825–1831                     | Democratic               |  |
| Thomas T. Tucker            | 1789–1793                     | Anti-Administration      |  |
| Alexander S. Wallace        | 1870–1877                     | Republican               |  |
| Daniel Wallace              | 1848–1853                     | Democratic               |  |
| Albert Watson               | 1963–1965                     | Democratic               |  |
| Albert Watson               | 1965–1971                     | Republican               |  |
| Richard S. Whaley           | 1913–1921                     | Democratic               |  |
| Benjamin F. Whittemore      | 1868–1870                     | Republican               |  |
| David Rogerson Williams     | 1805–1809 1811–1813           | Democratic-Republican    |  |
| John Wilson                 | 1821–1825                     | Democratic-Republican    |  |
| John Wilson                 | 1825–1827                     | Democratic               |  |
| Stanyarne Wilson            | 1895–1901                     | Democratic               |  |
| Richard Winn                | 1793–1795                     | Anti-Administration      |  |
| Richard Winn                | 1795–1797 1803–1813           | Democratic-Republican    |  |
| Robert Witherspoon          | 1809–1811                     | Democratic-Republican    |  |
| Joseph A. Woodward          | 1843–1853                     | Democratic               |  |
| William Woodward            | 1815–1817                     | Democratic-Republican    |  |
| Edward Lunn Young           | 1973–1975                     | Republican               |  |